# Tasas de supervivencia del cáncer
Las tasas de supervivencia del cáncer varían según el tipo de cáncer, la etapa de diagnóstico, el tratamiento que se lleve a cabo y muchos otros factores, incluido el país en el que vive el paciente. Por lo general, las tasas de supervivencia van en aumento, aunque más para algunos tipos de cáncer que para otros. La tasa de supervivencia se puede medir de varias formas, en donde la esperanza de vida es una de las que más se toma en cuenta debido a la importancia que le dan los pacientes y no por ser una medida epidemiológica. 
Sin embargo, en la actualidad las tasas de supervivencia se miden a 5 años, que es el porcentaje de personas que viven al menos 5 años luego de haber sido diagnosticadas con cáncer y, por otro lado, las tasas de supervivencia relativa comparan a las personas con cáncer con la población total.
Muchos tipos de cáncer están asociados con tasas de supervivencia altas, incluidos el cáncer de mama, el cáncer de próstata, el cáncer testicular y el cáncer de colon. Los tumores cerebrales y el cáncer de páncreas presentan una tasa de supervivencia mucho más baja y no han aumentado en los últimos cuarenta años. El cáncer de páncreas tiene una de las peores tasas de supervivencia de todos los tipos de cáncer. Según el sitio web Cancer Centers of America, el carcinoma microcítico de pulmón tiene una tasa de supervivencia a 5 años de 4%. La Sociedad Americana Contra el Cáncer informa que la tasa de supervivencia relativa a 5 años del cáncer de mama en mujeres en estadio 0 a 3 es de 70% y para el caso de mujeres solo en estadio 0 o 1, la tasa es de 100%. Por otro lado, la tasa de supervivencia relativa a 5 años para mujeres con cáncer de mama en estadio 4 (metastásico) es de 22%. 
La incidencia en los tipos de cáncer con altas tasas de supervivencia suele ser mayor en países desarrollados, en donde la longevidad también es mayor. Los tipos de cáncer con tasas de supervivencia bajas son más comunes en países en vías de desarrollo. 

## Tendencias en la tasa de supervivencia
En Estados Unidos, se ha producido un aumento en la tasa de supervivencia relativa a 5 años de 48,9% entre personas diagnosticadas con cáncer desde los años 1975 a 1977 y de 69,2% entre personas diagnosticadas desde 2007 a 2013; estas cifras coinciden con una disminución del 20% en la mortalidad por cáncer entre 1950 y 2014.

### Cáncer de pulmón
Expertos proponen que la disminución general en las tasas de mortalidad por cáncer de pulmón en hombres se debe, en gran parte, a la reducción en el consumo de tabaco en los últimos cincuenta años y estiman que la disminución en los casos de cáncer de pulmón causada por el tabaquismo representa alrededor del 40% de la disminución total de las tasas de mortalidad por cáncer y que, debido a esto, se han prevenido al menos 146.000 muertes por cáncer de pulmón en hombres entre los años 1991 y 2003.

### Cáncer de mama
En Estados Unidos, el tipo de cáncer más común entre las mujeres es el cáncer de mama (123,7 cada 100.000 mujeres), seguido del cáncer de pulmón (51,5 cada 100.000 mujeres) y el cáncer de colon (33,6 cada 100.000 mujeres) pero, sin embargo, el cáncer de pulmón es la principal causa de muerte entre las mujeres, más que el cáncer mama. Expertos aseguran que la reducción en la tasa de mortalidad del cáncer de mama se debe a los avances en los tratamientos que incluyen un aumento en el uso de quimioterapia adyuvante. 

### Cáncer de próstata
El Instituto Nacional de Salud (NIH por sus siglas en inglés) de Estados Unidos atribuye el aumento en la supervivencia relativa a 5 años del cáncer de próstata (del 69% en la década de 1970 al 100% en el año 2006) al cribado, al diagnóstico y al hecho de que los hombres que participan en el cribado tienden a ser más sanos y a vivir más tiempo que el hombre promedio, además de que las técnicas de cribado son capaces de detectar el cáncer de crecimiento lento antes de que se convierta en un riesgo para la vida del paciente. 

### Cáncer infantil
El tipo de cáncer más común entre la población infantil y adolescente es la leucemia, seguido de los tumores cerebrales y otros tipos de tumores que afectan el sistema nervioso central. Las tasas de supervivencia para la mayoría de los tipos de cáncer infantil han aumentado, con un notable crecimiento en el caso del linfoma linfoblástico agudo, que es el tipo de cáncer infantil más común. Debido a los avances en los tratamientos contra el linfoma linfoblástico agudo, la tasa de supervivencia a 5 años de esta enfermedad ha aumentado de menos del 10% en la década de 1960 a 90% entre los años 2003 y 2009. 

## Avances en los tratamientos contra el cáncer
El aumento en las tasas de supervivencia de muchos tipos de cáncer en los últimos 50 años se debe a un mejor conocimiento de las causas del cáncer y la disponibilidad de nuevos tratamientos que van mejorando día a día. Antes, la cirugía era el único tratamiento contra el cáncer, pero, hoy, esta enfermedad se puede tratar por medio de radiación y quimioterapia, además de poliquimioterapia, que aumenta la eficacia del tratamiento por medio del uso de varios fármacos en lugar de uno solo. A su vez, la disponibilidad y acceso a los ensayos clínicos han ayudado a que se apliquen tratamientos más específicos para cada paciente y a un mejor conocimiento de la eficacia de cada tratamiento. Actualmente hay más de 60.000 ensayos clínicos relacionados con el cáncer registrados en el sitio web ClinicalTrials.gov, por lo que se siguen desarrollando nuevos enfoques para los tratamientos contra el cáncer. El Instituto Nacional del Cáncer de Estados Unidos enumera más de 100 tratamientos específicos que la Administración de Alimentos y Medicamentos de ese mismo país aprobó para tratar 26 tipos diferentes de cáncer. 